# Time Trax
Time Trax, amerikansk science fiction-TV-serie som spelades in 1993-1994.
Seriens huvudperson är poliskommissarien Darien Lambert (spelad av Dale Midkiff) som skickas från framtiden 200 år bakåt i tiden för att återföra brottslingar som försöker gömma sig här. Till sin hjälp har han datorn Selma, vars holografiska interface spelas av Elizabeth Alexander, och en minipistol som han använder för att skicka rymlingarna till framtiden. Lamberts främste motståndare var Nobelpris-vinnaren doktor Mordecai Sahmbi, spelad av Peter Donat.
Time Trax spelades in i Australien i sammanlagt två säsonger.

## Avsnittslista
Säsong 1
- 01. 20 januari 1993 "A Stranger In Time" - Part 1
- 02. 20 januari 1993 "A Stranger In Time" - Part 2
- 03. 3 februari 1993 "To Kill A Billionaire"
- 04. 10 februari 1993 "Fire and Ice"
- 05. 17 februari 1993 "Showdown"
- 06. 24 februari 1993 "The Prodigy"
- 07. 3 mars 1993 "Death Takes A Holiday"
- 08. 10 mars 1993 "The Contender"
- 09. 17 mars 1993 "Night of The Savage"
- 10. 31 mars 1993 "Treasure of The Ages"
- 11. 7 april 1993 "The Price of Honor"
- 12. 14 april 1993 "Face of Death"
- 13. 5 maj 1993 "Revenge"
- 14. 12 maj 1993 "Darien Comes Home"
- 15. 19 maj 1993 "Two Beans in a Wheel"
- 16. 26 maj 1993 "Little Boy Lost"
- 17. 27 oktober 1993 "The Mysterious Stranger"
- 18. 3 november 1993 "Framed"
- 19. 10 november 1993 "Beautiful Songbird"
- 20. 17 november 1993 "Photo Finish"
- 21. 26 november 1993 "Darrow for the Defense"
- 22. 1 december 1993 "One On One"

Säsong 2
- 23. 29 januari 1994	"Return of the Yakazu"
- 24. 5 februari 1994	"Missing"
- 25. 12 februari 1994	"To Live or Die in Docker Flats"
- 26. 19 februari 1994	"A Close Encounter"
- 27. 26 februari 1994	"The Gravity of it All"
- 28. 5 mars 1994	"Happy Valley"
- 29. 12 mars 1994	"Lethal Weapons"
- 30. 19 mars 1994	"The Cure"
- 31. 23 april 1994	"Perfect Pair"
- 32. 30 april 1994	"Catch Me If You Can"
- 33. 7 maj 1994	"The Dream Team"
- 34. 14 maj 1994	"Almost Human"
- 35. 21 maj 1994	"Mother"
- 36. 28 maj 1994	"The Last M.I.A."
- 37. 15 oktober 1994	"Split Image"
- 38. 22 oktober 1994	"Cool Hand Darien"
- 39. 29 oktober 1994	"The Lottery"
- 40. 5 november 1994	"Out For Blood"
- 41. 12 november 1994	"The Scarlet Koala"
- 42. 19 november 1994	"Optic Nerve"
- 43. 26 november 1994	"The Crash"
- 44. 3 december 1994	"Forgotten Tomorrows"

## Datorspel
Ett datorspel baserat på serien släpptes 1994 till Super Nintendo Entertainment System.